# Rhys Webb (rugby à XV)
Pour les articles homonymes, voir Webb et Rhys Webb.

a Compétitions nationales et continentales officielles uniquement.

b Matchs officiels uniquement.
Dernière mise à jour le 10 juillet 2024.
Rhys Webb, né le 9 décembre 1988 à Bridgend, est un joueur international gallois de rugby à XV évoluant au poste de demi de mêlée.
Sa cousine, Megan Webb, est également une joueuse internationale galloise de rugby à XV.

## Biographie
Rhys Webb prend sa retraite internationale en mai 2023, alors qu'il est présélectionné quelques semaines auparavant pour préparer la Coupe du monde 2023.
Il s'engage au Biarritz olympique en juin 2023. Il dispute la première rencontre de la saison de Pro D2 avant d'être écarté par son club, celui-ci ayant appris que le joueur a été testé positif à l'hormone de croissance en juillet à la suite d'un contrôle diligenté par l'Agence française de lutte contre le dopage. En juillet 2024, il est finalement suspendu quatre ans par l'Agence française de lutte contre le dopage.

## Famille
Sa cousine, Megan Webb, est une joueuse internationale galloise de rugby à XV.

## Statistiques en équipe nationale
Rhys Webb compte 40 sélections avec le pays de Galles, dont vingt-huit en tant que titulaire. Il totalise 40 points, huit essais. Il obtient sa première sélection le 14 novembre 2008 à Cardiff contre l'Italie.
Il participe à sept éditions du Tournoi des Six Nations, en 2012, 2014, 2015, 2016, 2017, 2020 et 2023. Il dispute 22 rencontres dont 15 en tant que titulaire, inscrivant quatre essais.
Il dispute également deux tests avec les Lions, lors de la tournée 2017 en Nouvelle-Zélande, pour un essai marqué.